# Nitrate de nickel(II)
Le nitrate de nickel est le composé inorganique de formule Ni(NO3)2 ou tout hydrate de celui-ci. Dans l'hexahydrate, les anions nitrate ne sont pas liés au nickel. D'autres hydrates ont également été signalés : Ni(NO3)2.9H2O, Ni(NO3)2.4H2O et Ni(NO3)2.2H2O.
Il est préparé par la réaction de l'oxyde de nickel avec l'acide nitrique :
NiO  +  2 HNO3  +  5 H2O    →    Ni(NO3)2.6H2O
Le nitrate de nickel anhydre n'est généralement pas préparé en chauffant les hydrates. Il est plutôt généré par la réaction des hydrates avec le pentoxyde d'azote ou du nickel carbonyle avec le tétroxyde d'azote :
Ni(CO)4  +   2 N2O4   →   Ni(NO3)2  +  2 NO  +  4 CO
Le nitrate hydraté est souvent utilisé comme précurseur des catalyseurs à base (en) de nickel.

## Structure
Les composés du nickel(II) avec des ligands oxygénés possèdent souvent une géométrie de coordination octaédrique. Deux polymorphes du tétrahydrate Ni(NO3)2.4H2O ont été cristallisés. Dans le premier, les ligands nitrate monodentés sont trans tandis que dans l'autre ils sont cis.

## Réactions et utilisation
Le nitrate de nickel(II) est principalement utilisé en galvanotypie et en galvanoplastie du nickel métallique.
En catalyse hétérogène, le nitrate de nickel(II) est utilisé pour imprégner l'alumine. La pyrolyse du matériau résultant produit le nickel de Raney et le nickel d'Urushibara. En catalyse homogène, l'hexahydrate est un précatalyseur pour des réactions à couplage croisé.